# چشم ذهن
چشم ذهن (به هندی: Man Ki Aankhen) فیلمی محصول سال ۱۹۷۰ و به کارگردانی راگونات جهالانی است. در این فیلم بازیگرانی همچون درمندرا، وحیده رحمان، لیلا چیتنیس، لالیتا پاوار بازی کرده‌اند.